# 20. april
20. april je 110. dan leta (111. v prestopnih letih) v gregorijanskem koledarju. Ostaja še 255 dni.

## Dogodki
- 1434 – Ulrik II. Celjski se poroči s Katarino Branković
- 1848 – društvo Slovenija objavi program Zedinjene Slovenije
- 1919 – prvi kongres KPJ v Beogradu
- 1920 – začetek šestih olimpijskih iger
- 1944 – na Hitlerjev rojstni dan na Plečnikovem stadionu v Ljubljani prisežejo domobranske enote
- 1972 – Apollo 16 pristane na Luni
- 1978 – Sovjetska zveza nad Karelijo sestreli južnokorejsko potniško letalo, pri tem umreta dva potnika, 107 jih preživi
- 1999 – v pokolu na srednji šoli Columbine v ameriški zvezni državi Kolorado umre 15 ljudi, 21 je ranjenih

## Rojstva
- 1494 – Johann Agricola, nemški teolog († 1566)
- 1727 – Florimund Mercy d'Argenteau, avstrijski diplomat († 1794)
- 1745 – Philippe Pinel, francoski zdravnik, reformator psihiatrije († 1826)
- 1805 – Franz Xaver Winterhalter, nemški slikar († 1873)
- 1808 – Napoleon III., francoski cesar († 1873)
- 1846 – Alexandre Alberto da Rocha de Serpa Pinto, portugalski raziskovalec, kolonialni upravitelj († 1900)
- 1851 – Eduardo Acevedo Díaz, urugvajski pisatelj († 1921)
- 1871 – Slavoljub Eduard Penkala, hrvaški izumitelj poljsko-nizozemskega rodu († 1922)
- 1879 – Italo Gariboldi, italijanski general († 1970)
- 1879 – Paul Poiret, francoski modni oblikovalec († 1944)
- 1889 – Adolf Hitler, nemški diktator, nacistični voditelj († 1945)
- 1905 – Albrecht Otto Johannes Unsöld, nemški astronom († 1995)
- 1923 – Tito Puente, portoriški glasbenik († 2000)
- 1937 – George Takei, ameriški filmski igralec
- 1942 – Arto Paasilinna, finski pisatelj († 2018)
- 1951 – Luther Vandross, ameriški pevec († 2005)
- 1969 – Felix Baumgartner, avstrijski padalec
- 1972:
  - Željko Joksimović, srbski pevec
  - Carmen Electra, ameriška igralka, pevka in fotomodel
- 1983 – Sebastian Ingrosso, švedski DJ in producent
- 1996 – Anže Lanišek, slovenski smučarski skakalec

## Smrti
- 689 – Caedwalla, saksonski kralj (* 659)
- 1099 – Peter Bartolomej, francoski križar in mistik
- 1176 – Richard de Clare, angleški plemič, 2. grof Pembroke (* 1130)
- 1248 – Gujuk, mongolski veliki kan (* 1206)
- 1263 – Ivan I., grof Holstein-Kiela (* 1229)
- 1284 – Hodžo Tokimune, japonski regent (* 1251)
- 1314 – papež Klemen V. (* 1264)
- 1472 – Leone Battista Alberti, italijanski renesančni humanist, arhitekt, kriptograf in filozof (* 1404)
- 1707 – Johann Christoph Denner, nemški izdelovalec glasbil (* 1655)
- 1708 – Damaris Cudworth Masham, angleška filozofinja (* 1659)
- 1770 – Marie-Anne de Cupis de Camargo, francoska balerina (* 1710)
- 1786 – John Goodricke, nizozemsko-angleški ljubiteljski astronom, astrofil (* 1764)
- 1856 – Robert Livingston Stevens, ameriški inženir (* 1787)
- 1872 – Ljudevit Gaj, hrvaški politik, jezikoslovec (* 1809)
- 1889 – Matej Cigale, slovenski jezikoslovec (* 1819)
- 1899 – Charles Friedel, francoski kemik in mineralog  (* 1832)
- 1912 – Abraham »Bram« Stoker, irski pisatelj (* 1847)
- 1918 – Karl Ferdinand Braun, nemški fizik, nobelovec 1909 (* 1850)
- 1932 – Giuseppe Peano, italijanski matematik in logik (* 1858)
- 1942 – Tone Šifrer,  slovenski pesnik in esejist (* 1911)
- 1947 – Kristjan X., danski kralj (* 1870)
- 1993 – Mario Moreno Reyes - Cantinflas, mehiški komik (* 1911)
- 1995 – Milovan Đilas, črnogorski politik, disident (* 1911)
- 2018 – Tim Bergling - Avicii, švedski DJ (* 1989)